# Pseudostenophylax clavatus
Pseudostenophylax clavatus is een schietmot uit de
familie Limnephilidae. De soort komt voor in het Oriëntaals gebied.